# 葛尾村
葛尾村（日语：／ Katsurao mura */?）是位于福島縣双葉郡的一村。